# Dolmen von Penquélenne

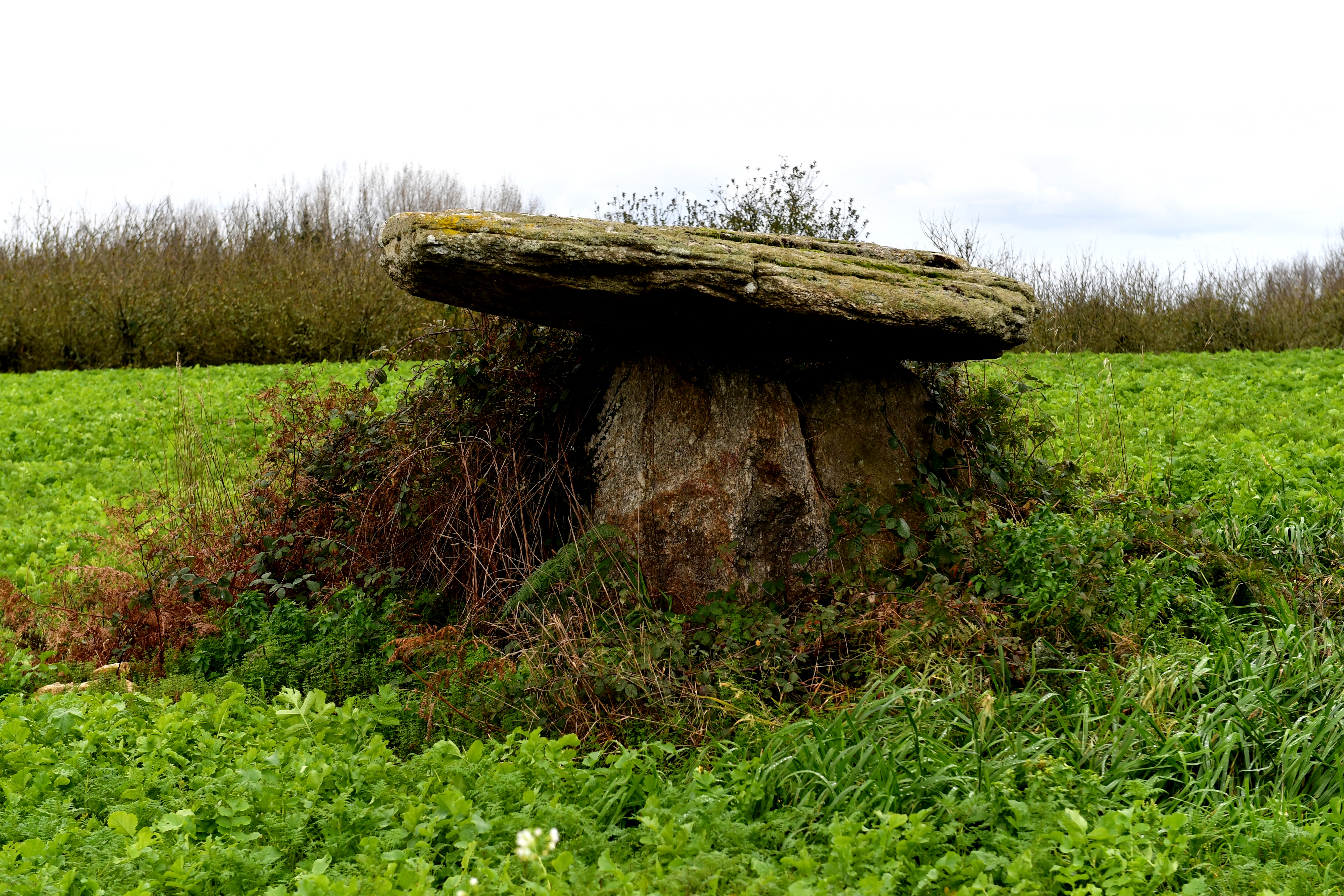
Dolmen von Penquélenne

Der Dolmen von Penquélenne (auch Dolmen de Penquelennec genannt) liegt in einem Feld nördlich von Peumerit bei Quimper in der Cornouaille im Département Finistère in der Bretagne in Frankreich. Dolmen ist in Frankreich der Oberbegriff für neolithische Megalithanlagen aller Art (siehe: Französische Nomenklatur).
Der Dolmen simple, dessen allseits überstehende dünne Deckenplatte eine Größe von 3,0 × 2,0 m hat, ruht auf drei Tragsteinen, darunter ein liegender. Der Dolmen dient als Aufbewahrungsort für Lesesteine.
In der Nähe befinden sich die Menhire von Lespurit Ellen und die Menhire von Peumerit.